# Boms

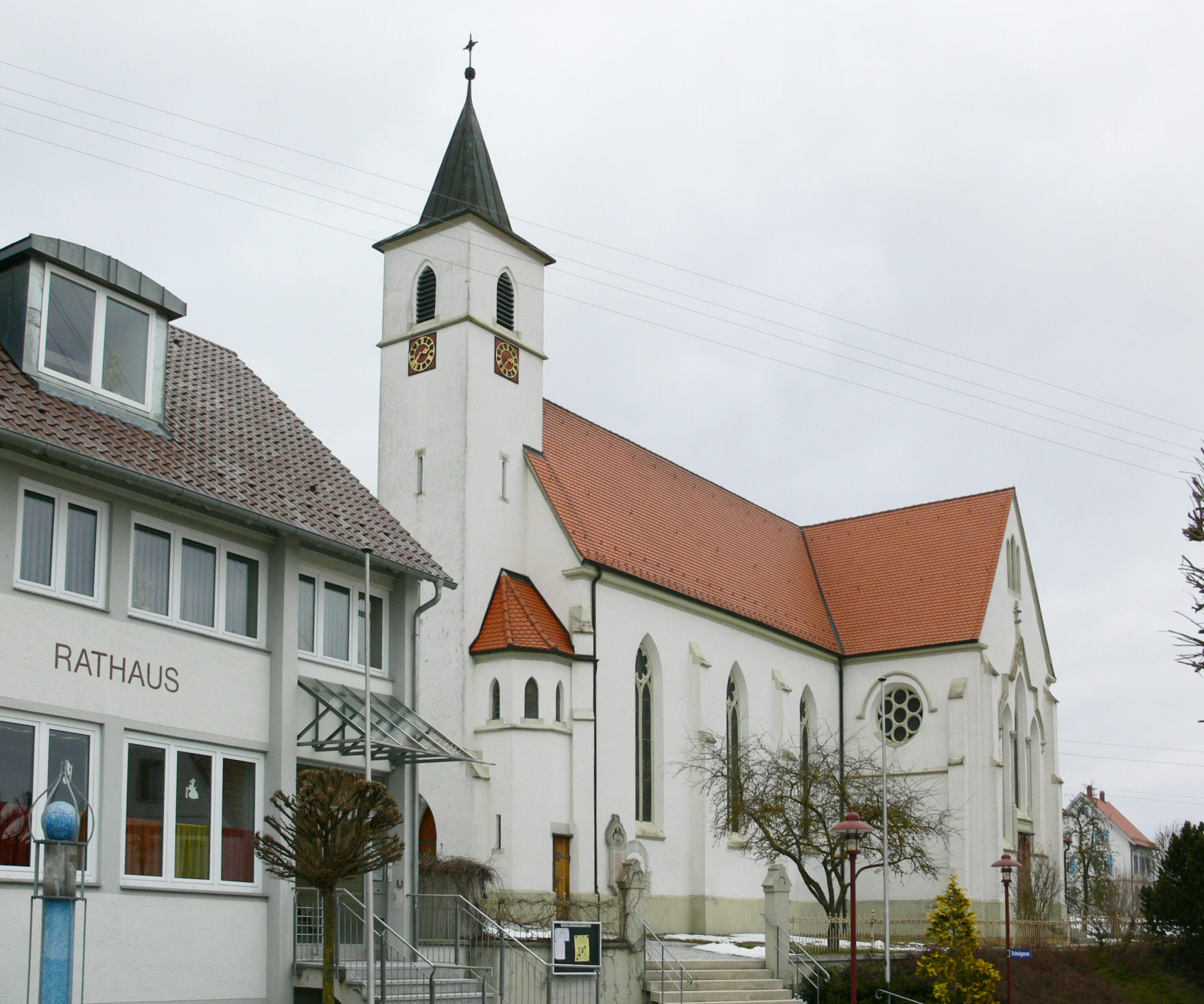
Boms, Rathaus und Kirche

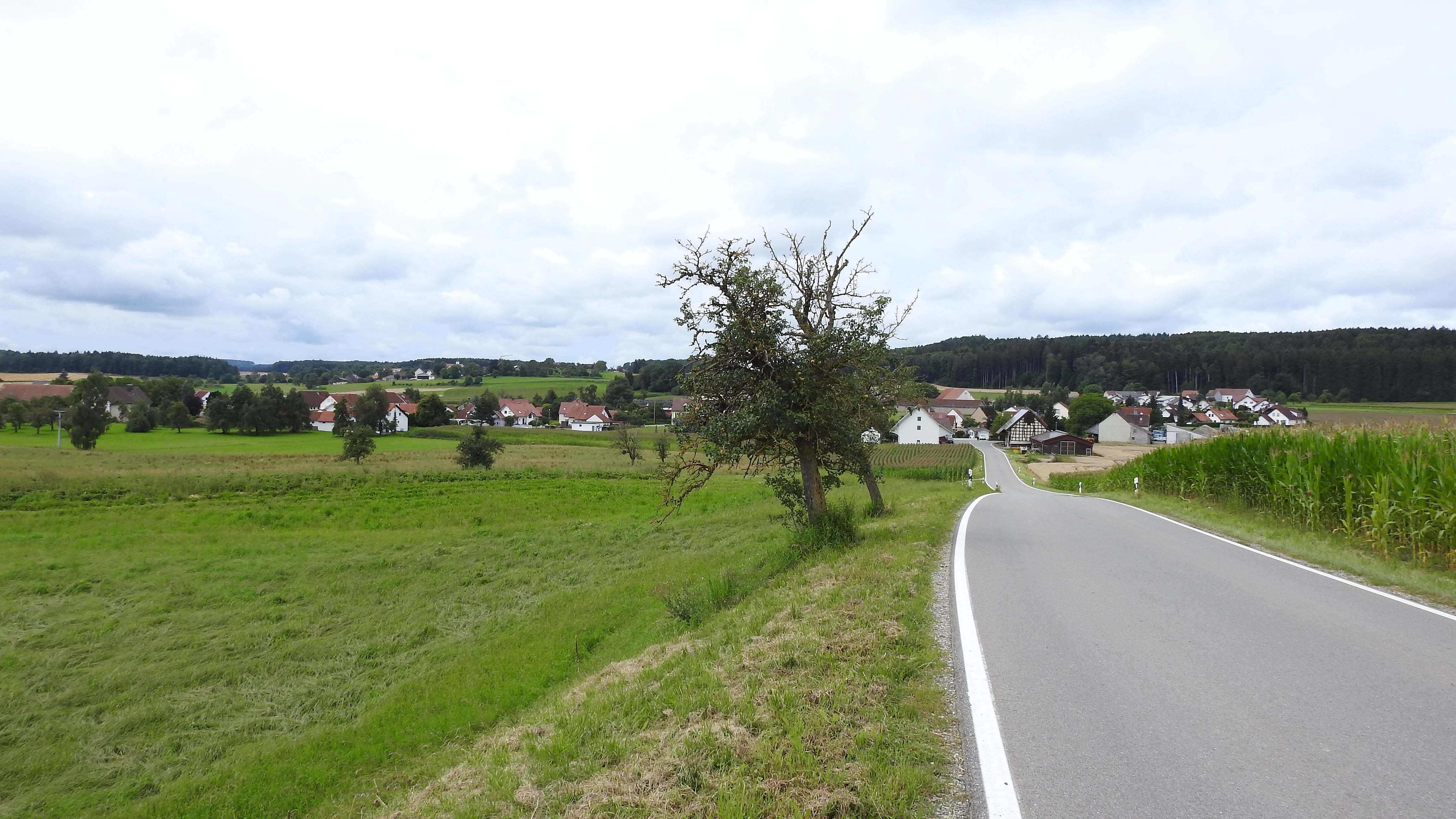
Schwarzenbach von Osten, Boms im Hintergrund

Boms ist eine Gemeinde im baden-württembergischen Landkreis Ravensburg in Deutschland.
Seit 1972 ist die Gemeinde ein Mitglied im Gemeindeverwaltungsverband Altshausen mit Sitz in Altshausen.

## Geographie

### Lage
Boms liegt zwischen Bad Saulgau und Altshausen an der Europäischen Hauptwasserscheide.

### Nachbargemeinden
Boms grenzt an Bad Saulgau im Landkreis Sigmaringen und an Altshausen, Ebenweiler, Ebersbach-Musbach und Eichstegen im Landkreis Ravensburg.

### Gliederung
Neben Boms gehören die Orte Hundsrücken, Schwarzenbach und Glochen sowie in einer Exklave die Orte Litzelbach und Haggenmoos zur Gemeinde. Bis 1833 gehörte auch Ingenhart zur Gemeinde (jetzt zu Altshausen).

### Schutzgebiete
In Ebenweiler liegt das Landschaftsschutzgebiet Höhe 652,4 südwestlich von Boms und das Landschaftsschutzgebiet Haldenmoos. Der südliche Gemeindeteil liegt im Landschaftsschutzgebiet Altshausen-Laubbach-Fleischwangen.

## Geschichte

### Altertum
Im heutigen Gemeindegebiet lagen zwei römische Gutshöfe bei Glochen und im Apsenwald.

### Mittelalter und frühe Neuzeit
Der Teilort Schwarzenbach wurde erstmals 1128 als Suerzebach urkundlich erwähnt. Von 1127 bis 1311 ist Ortsadel belegt. Ulrich, Ritter von Schwarzenbach, ein Ministeriale der Grafen von Nellenburg, nannte sich 1230 nach dem heutigen Teilort Hundsrücken auch Hundsrukke.
Boms wurde erstmals 1275 als Bams urkundlich erwähnt, 1353 dann unter dem heutigen Namen Boms. Die Herkunft des Namens ist ungeklärt, vermutet wird eine Ableitung von bameze = Baumgut. Boms und seine Umgebung waren in zahlreiche kleinste Parzellen und Herrschaftsgebiete aufgeteilt, unter anderem gehörten Gebiete zu Friedberg-Scheer, zur vorderösterreichischen Landvogtei Schwaben, zum Gebiet der Herren von Königsegg, zur Kommende Altshausen der Deutschordensballei Schwaben-Elsass-Burgund und zu den Klöstern Weingarten und Schussenried. Von 1414 bis 1683 kam Boms durch Käufe nach und nach fast vollständig in den Besitz der Deutschordenskommende Altshausen. Die Hoheitsrechte hatte bis zu deren Verpfändung an den Deutschorden 1759 das vorderösterreichische Amt Geigelbach inne.

### Seit dem Beginn des 19. Jahrhunderts
Im Zuge der Säkularisation wurde das Gebiet der Kommende Altshausen 1806 zunächst Teil des Königreichs Bayern, aufgrund des Grenzvertrags zwischen Bayern und Württemberg 1810 dann Teil des Königreichs Württemberg, in welchem es für mehr als ein Jahrhundert zum Oberamt Saulgau zählte.
Am 25. Juli 1869 wurde nahe Boms der Bahnhof Hochberg an der Bahnstrecke Herbertingen–Isny eröffnet und damit ein Anschluss an das Netz der Württembergischen Staatseisenbahnen hergestellt.
Bei der Kreisreform während der NS-Zeit in Württemberg gelangte Boms 1938 zum erweiterten Landkreis Saulgau.
Im Jahre 1945 wurde die Gemeinde Teil der Französischen Besatzungszone und kam somit zum Nachkriegsland Württemberg-Hohenzollern, welches 1952 im Bundesland Baden-Württemberg aufging.
Seit der Kreisreform von 1973 ist Boms Teil des Landkreises Ravensburg.

### Religion
In Boms leben derzeit etwa 400 Katholiken, welche der römisch-katholischen Kirchengemeinde Mariä Himmelfahrt  angehören. Die katholische Gemeinde ist Bestandteil der Seelsorgeeinheit Altshausen im Dekanat Saulgau der Diözese Rottenburg-Stuttgart. Die evangelisch-lutherischen Gläubigen gehören zur evangelischen Kirchengemeinde Altshausen.

### Einwohnerentwicklung
| Jahr | Einwohner |
| ---- | --------- |
| 1829 | 370       |
| 1900 | 458       |
| 1961 | 460       |
| 1969 | 466       |
| 1970 | 455       |
| 1991 | 490       |
| 1995 | 498       |
| 2005 | 578       |
| 2010 | 619       |
| 2015 | 627       |
| 2020 | 706       |
| 2022 | 743       |

## Politik

### Bürgermeister
Bürgermeister ist seit 2025 Jörg Stadler (CDU). Er wurde am 6. Oktober 2024 mit 74,5 Prozent der Stimmen gewählt. Er folgte Peter Wetzel nach, der von 2001 bis 2024 amtierte.

### Gemeinderat
Nach der Kommunalwahl vom 9. Juni 2024 hat der Gemeinderat acht Mitglieder, fünf Männer und drei Frauen.
| Partei/Liste            | 2024   | 2024   | 2019   | 2019  |
| Partei/Liste            | Anteil | Sitze  | Anteil | Sitze |
| ----------------------- | ------ | ------ | ------ | ----- |
| Freie Wählervereinigung | 65,1 % | 5      |        |       |
| Neue Liste              | 34,9 % | 3      |        |       |
| Wahlbeteiligung         | 70,0 % | 70,0 % |        |       |

### Wappen
| Wappen der Gemeinde Boms | Blasonierung: „In Blau vier silberne (weiße) Wellenstäbe, von denen die beiden vorderen mit einer Wendung nach rechts, die beiden hinteren mit einer Wendung nach links auf eine erniedrigte, eingebogene goldene (gelbe) Spitze stoßen.“                                                                                       |
| Wappen der Gemeinde Boms | Wappenbegründung: Die von der goldenen Spitze im Wappenschild teils nach rechts, teils nach links gelenkten silbernen Wellenstäbe sollen darauf hinweisen, dass die europäische Wasserscheide zwischen Rhein und Donau über die Bomser Höhe verläuft. Am 21. April 1975 verlieh das Innenministerium das Wappen und die Flagge. |

## Kultur und Sehenswürdigkeiten

### Bauwerke
- Pfarrkirche Mariä Himmelfahrt: Eine Kirche St. Urban in Boms wurde 1275 erstmals urkundlich erwähnt, 1361 wurde sie vom Kastenvogt Hartuid Kröwel dem Kloster Habsthal gestiftet. Seit 1558 wurde der Ort von der St.-Katharinen-Kaplanei in [Saulgau] betreut. 1728 verkaufte das Kloster Habsthal das Patronat und die Besitzrechte an die Deutschordenskommende Altshausen. Erst 1869 wurde Boms zur eigenständigen Pfarrei erhoben. 1882 wurde die Kirche umgebaut und Unserer Lieben Frau von La Salette geweiht. Heute trägt sie den Titel "Mariä Himmelfahrt". Eine La-Salette-Kapelle befindet sich im Ortsteil Schwarzenbach.

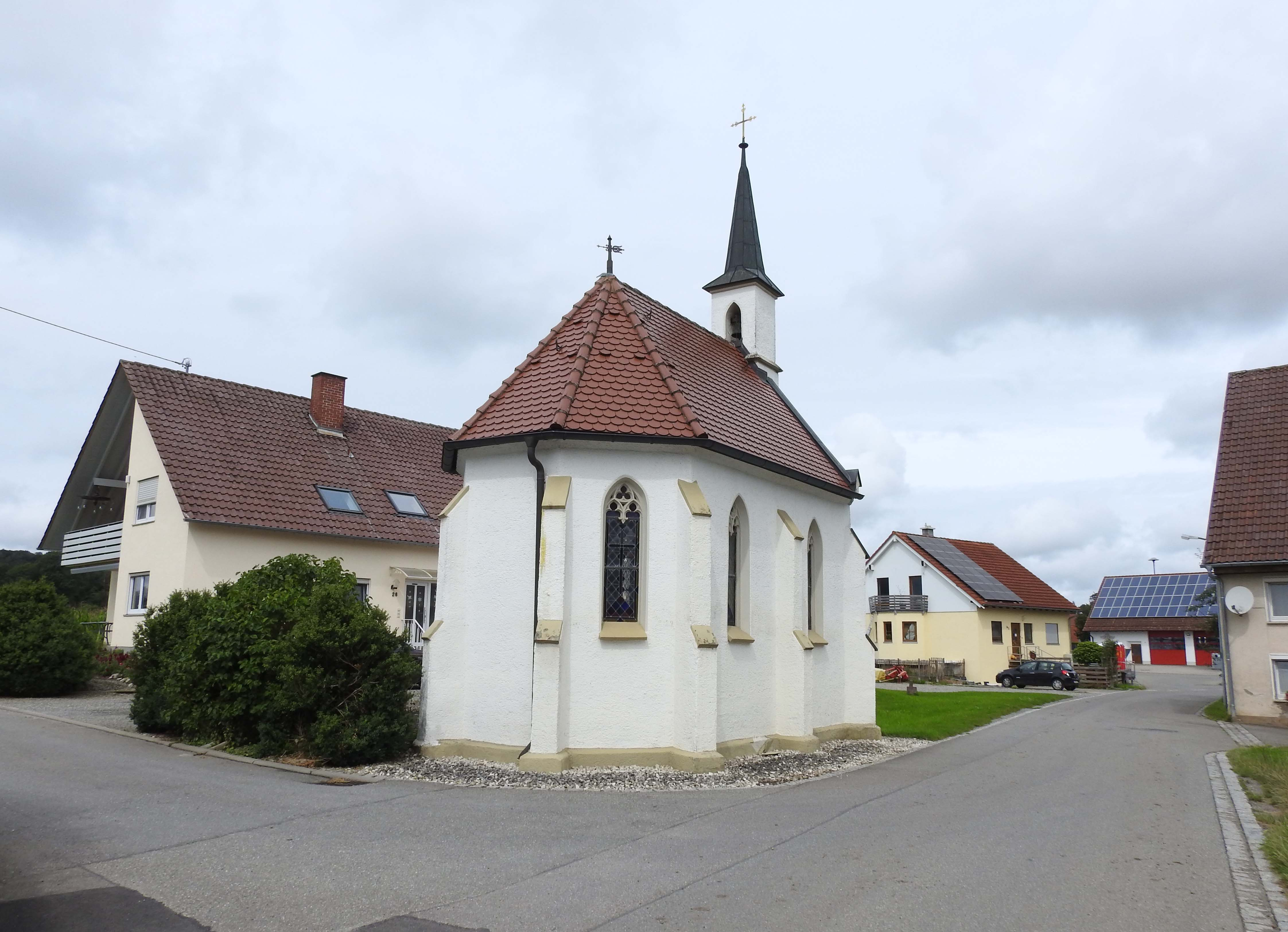
Kapelle in Schwarzenbach

- Dorfgemeinschaftshaus von 1998
- Dorfbrunnen von Dagmar Geiger

## Wirtschaft und Infrastruktur
Boms ist mit etwa 400 ha Ackerland und 350 ha Dauergrünland von der Landwirtschaft geprägt, zudem gibt es 162 ha Privatwald. Viele Einwohner pendeln nach Bad Saulgau und nach Altshausen.

### Verkehr

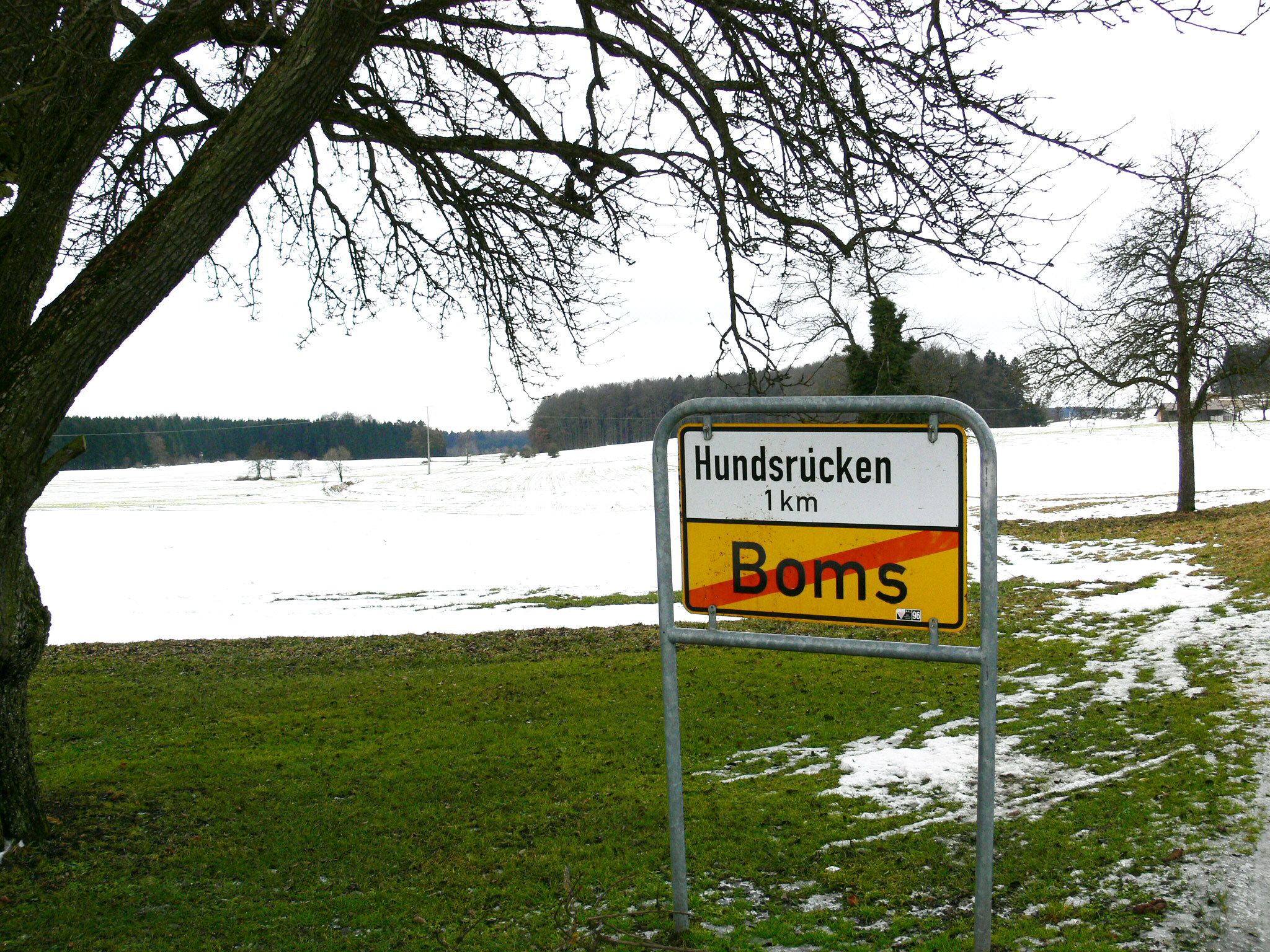
Ortsende in Boms

Boms ist durch Buslinien mit Bad Saulgau, Altshausen, Aulendorf und Ravensburg verbunden. Die Gemeinde gehört zum Bodensee-Oberschwaben Verkehrsverbund (bodo).
Boms liegt an der Bundesstraße 32 zwischen Bad Saulgau und Altshausen, rund sechs Kilometer südlich von Bad Saulgau.
Durch eine Alltagsroute aus dem Radnetz Baden-Württemberg ist Boms mit Bad Saulgau und in der anderen Richtung über Altshausen, Wolpertswende und Weingarten mit Ravensburg verbunden.

### Bildung
In Boms gibt es keine Schule, Grundschüler besuchen die Grundschule in Altshausen. Es gibt einen Kindergarten in der Gemeinde.